# Las palomas y las bombas
Las palomas y las bombas fue una serie de televisión dramática histórica argentina, basada en hechos reales, emitda por la TV Pública. La trama narra los sucesos del bombardeo a la Plaza de Mayo del 16 de junio de 1955 desde el punto de vista de diversos personajes. Estuvo protagonizada por Luis Machín, Violeta Urtizberea y Martín Slipak. Fue estrenada el domingo 19 de junio de 2016.

## Sinopsis
La historia se centra en recorrer los hechos del 16 de junio de 1955. En ese día un grupo de militares y civiles opositores al gobierno del presidente Juan Domingo Perón, intentaron asesinarlo mientras varios escuadrones de la Aviación Naval bombardeaban la Plaza de Mayo, la Casa Rosada y el edificio de la CGT, lo cual lo volvió uno de los días más trágicos de la historia argentina, dejando un número de más de 300 muertos y cerca de 700 heridos entre civiles y militares.

## Elenco

### Principal
- Luis Machín como Pedro
- Violeta Urtizberea como Ana
- Martín Slipak como Martín

### Recurrente
- Adriana Aizemberg como Lucía
  - Carolina Darman como Lucía (joven)
- Arturo Bonín como Alberto
  - Thomas Lepera como Alberto (adolescente)
- Osvaldo Santoro como Capitán Palacios
  - Francisco González Gil como Capitán Palacios (joven)
- Atilio Pozzobón como García Montero
- Mónica Lairana como Betty
- Eduardo Majdalani como Apold
- Roberto Blanzaco como Brigadier San Martín
- Martina Garello como Celia

### Invitados
- Roberto Carnaghi como Fabrizio
  - Ariel Núñez como Fabrizio (joven)
- Natalia Martino como Elisa
- Jorge Booth como Dr. Ordóñez
- Lizardo Luis Laphtiz como Florista
- Luis Gianneo como Vicealmirante Gargiulio
- Héctor Bordoni como Kiosquero
- Héctor Ostrofsky como Lencinas
  - Juan Grandinetti como Lencinas (joven)
- Guido D’Albo como General Lucero
- Javier López como Emilio Eduardo Massera
- Fernando Sala como Teniente Mayorga
- Fabián Rendo como Médico de Apold
- Horacio Marassi como Médico de Olivieri
- Araceli Dvoskin como Nelly
  - Nadia Ayelén Giménez como Nelly (joven)
- Martín Tecchi como Noriega
- Martín Grisar como Nufer
- José María Marcos como Ministro Olivieri
- Roberto Moschner como Padre Alberto
- Gustavo Chantada como Periodista
- Daniel Di Cocco como Juan Domingo Perón
- Marcelo Vilaro como Mayor Renner
- Ricardo Osmar Chiara como Rivera Gelly
  - Juan Luppi como Rivera Gelly (joven)
- Pedro Kochdilian como Román
- Pablo De La Fuente como Sargento
- Gilda Scarpetta como Soledad
- Pablo Caramelo como Capitán Spinelli
- Horacio González como Teniente de Fragata
- Alejandro Hodara como Viceministro Lestrade
- Aldo Onofri como Zambrino

## Episodios
| N.º | Título             | Dirigido por         | Escrito por  | Fecha de emisión original | Audiencia (millones) |
| --- | ------------------ | -------------------- | ------------ | ------------------------- | -------------------- |
| 1   | «Desagravio»       | Maximiliano González | Jorge Coscia | 19 de junio de 2016       | 1.4                  |
| 2   | «Chacales»         | Maximiliano González | Jorge Coscia | 3 de julio de 2016        | 0.9                  |
| 3   | «Tora, Tora, Tora» | Maximiliano González | Jorge Coscia | 10 de julio de 2016       | 1.1                  |
| 4   | «Combates»         | Maximiliano González | Jorge Coscia | 17 de julio de 2016       | 1.2                  |
| 5   | «En el subsuelo»   | Maximiliano González | Jorge Coscia | 24 de julio de 2016       | 0.8                  |

## Premios y nominaciones
| Lista de premios y nominaciones | Lista de premios y nominaciones | Lista de premios y nominaciones       | Lista de premios y nominaciones | Lista de premios y nominaciones | Lista de premios y nominaciones | Lista de premios y nominaciones |
| Año                             | Organización                    | Categoría                             | Nominado/a (s)                  | Resultado                       | Ref(s)                          |                                 |
| ------------------------------- | ------------------------------- | ------------------------------------- | ------------------------------- | ------------------------------- | ------------------------------- | ------------------------------- |
| 2016                            | Premios Martín Fierro           | Mejor Actor de Unitario y/o Miniserie | Luis Machín                     | Nominado                        | [ 10 ]                          |                                 |